# Василевский, Андрей Степанович
Андре́й Степа́нович Василе́вский (укр. Андрій Степанович Василевський; 1901, с. Гнатовка, Прилукский уезд, Полтавская губерния, Российская империя — ноябрь 1948, Киевская область, Украинская ССР, СССР) — советский государственный и партийный деятель. Первый секретарь Западно-Казахстанского обкома КП(б) Казахстана, первый секретарь Богуславского и Звенигородского райкомов КП(б)У Киевской области. Депутат Верховного Совета СССР I созыва.

## Биография
Родился в 1901 в селе Гнатовка Прилукского уезда Полтавской губернии Российской империи (ныне село в составе Прилукского района Черниговской области Украины), в семье крестьянина-бедняка.
В 1914 году окончил четырехклассное земское училище в селе Гнатовке Прилуцкого уезда. В июне 1914 — октябре 1921 г. — крестьянин в хозяйстве отца, пастух в селе Гнатовке. В ноябре 1921 — сентябре 1922 г. — секретарь Ивановского волостного комитета бедноты Прилуцкого уезда.
В октябре 1922 — мае 1924 г. — красноармеец отдельного батальона охраны Революционного военного совета СССР в Москве.
В июне 1924 — сентябре 1925 г. — председатель Сокиринского сельского совета Прилуцкого округа.
Член ВКП(б) с марта 1925 года.
В октябре 1925 — сентябре 1927 г. — курсант советской партийной школы II-й ступени в городе Полтаве. В ноябре 1927 — апреле 1930 г. — заведующий агитационно-пропагандистского отдела Варвинского районного комитета КП(б)У Прилуцкого округа.
В мае 1930 — июне 1932 — студент Киевского финансово-экономического института. В июне 1932 — марте 1933 — аспирант Коммунистического университета имени Артема в городе Харькове.
В апреле 1933 — апреле 1937 г. — заместитель по партийно-массовой работы, начальник политического отдела, заместитель директора по политической части Медвинской машинно-тракторной станции Богуславского района Киевской области.
В апреле — августе 1937 г. — 2-й секретарь Богуславского районного комитета КП(б)У Киевской области.
В августе 1937 — январе 1939 г. — 1-й секретарь Богуславского районного комитета КП(б)У Киевской области.
В январе 1939 — мае 1944 г. — 1-й секретарь Западно-Казахстанского областного комитета КП(б) Казахстана.
В июле 1944 — сентябре 1948 г. — 1-й секретарь Звенигородского районного комитета КП(б)У Киевской области.
Умер в ноябре 1948 года.

## Награды
- орден Трудового Красного Знамени (05.11.1940, «в связи с 20-летним юбилеем Казахской ССР, за достижения в развитии промышленности, сельского хозяйства, науки и искусства»; 23.01.1948)
- ордена
- медали